# Тимофеевка (Богодуховский район)
Тимофеевка (укр. Тимофіївка) — село,
Ивано-Шийчинский сельский совет,
Богодуховский район,
Харьковская область, Украина.
Код КОАТУУ — 6320883503. Население по переписи 2001 г. составляет 22 (8/14 м/ж) человека.

## Географическое положение
Село Тимофеевка находится на левом берегу водохранилища на реке Бротоница, одного из истоков реки Братеница. На реке находится плотина, которая образует Тимофеевское водохранилище.
На расстоянии в 4 км расположены сёла Братеница и Ивано-Шийчино.
Не следует путать с близрасположенным восточнее одноимённым селом Тимофеевкой Золочевского района.

## История
- 1794 — дата основания.
- В 1940 году, перед ВОВ, в селе было 56 дворов.[4]